# Liriomyza helichrysi
Liriomyza helichrysi är en tvåvingeart som beskrevs av Spencer 1963. Liriomyza helichrysi ingår i släktet Liriomyza och familjen minerarflugor. Inga underarter finns listade i Catalogue of Life.